# Ferrero Rocher
Pour les articles homonymes, voir Ferrero (homonymie).
Le Ferrero Rocher est une confiserie sphérique produite par le groupe italien  Ferrero depuis 1982. Jusqu'au milieu des années 1990, la friandise s'appelait Ferrero Roche d'Or.

## Production
Le Ferrero Rocher est produit à Alba en Italie, et à Stadtallendorf en Allemagne.

## Composition et stockage
Cette confiserie est constituée de gaufrettes enrobées de praliné et noisettes broyées et fourrées d'une noisette du Piémont de 13 à 15 millimètres de diamètre. Chaque bouchée est emballée individuellement dans un papier en aluminium doré et disposée dans une caissette plissée en papier marron avec deux bandes dorées. 
Le Ferrero Rocher est stocké et transporté à température contrôlée (entre 12 et 18 °C).  
Il fait partie des produits que le groupe Ferrero retire de la vente pendant la période estivale dans le cadre de sa « démarche fraîcheur ».

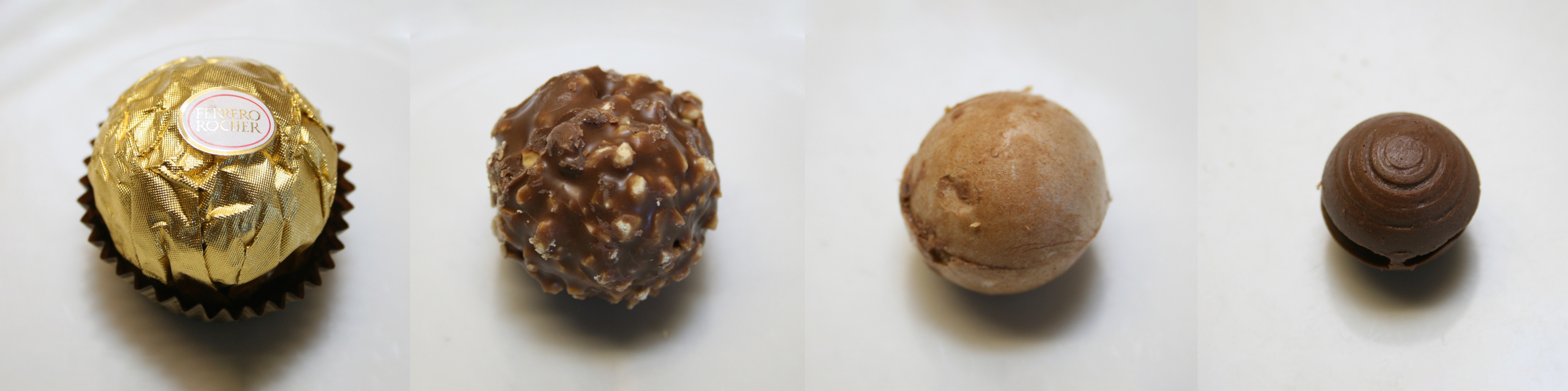
De gauche à droite, la confiserie couche par couche.

## Distribution
Le Ferrero Rocher est leader sur le marché des pralines avec 14,8 % de part de marché. Au niveau international, Ferrero Rocher est vendu dans plus de 130 pays sur les cinq continents. 
Il est commercialisé en boîtes de différentes contenances. En France, au Canada, ainsi que dans certains autres pays, le Ferrero Rocher peut être distribué dans la boîte d'assortiments Ferrero Collection, composée de : Ferrero Rondnoir (au chocolat noir) et Ferrero Raffaello (à la noix de coco).

## Marketing
En 1993, est lancée la campagne publicitaire la plus marquante pour Ferrero Rocher : « Les réceptions de l'Ambassadeur sont toujours réussies » ; cette campagne durera jusqu'en 2002. Hospitalité, luxe, raffinement symbolisent l'univers de cette marque.

## Critiques

### Travail des enfants
D'après un article de The Guardian publié en 2019, 30 % des noisettes achetées par le groupe Ferrero proviennent de Turquie, où le travail des enfants est très répandu. Dans un entretien filmé par WeMove Europe et le Center for Child Rights (« Centre pour les droits des enfants »), des enfants disent travailler jusqu'à 12 heures par jour, sans contrat ni équipement de santé et de sécurité adéquat, pour le compte de Ferrero via différentes sociétés intermédiaires,,.